# La Platjola
La Platjola és una llacuna del delta de l'Ebre, situada al municipi de Sant Jaume d'Enveja, que antigament era una de les sortides del riu Ebre al mar. És una zona humida que, a diferència d'altres llacunes del delta, presenta una forma molt allargada i estreta, disposada de forma perpendicular a la línia de costa. Abasta una superfície de 63 hectàrees i es caracteritza per funcionar geomorfològicament com un canal de desbordament. Rep l'aportació d'aigua dolça per tres desguassos d'arrossars i té una petita gola de comunicació amb el mar. Al llarg de l'any la Platjola presenta variacions en el nivell d'inundació de fins a 1 metre i, també variacions en la salinitat de les aigües.

## Flora i fauna
De resultes del vessament d'aigües provinents dels arrossars, amb una elevada càrrega de pesticides, les aigües de la llacuna són fortament eutròfiques i a penes s'hi troben macròfits. Únicament algun Potamogeton nodosus i Ceratophyllum demersum, però que ni tan sols hi estan arrelats i provenen dels desguassos dels arrossars.
Al voltant de la llacuna hi ha un important poblament de canyissar amb boga (Typha sp.). Aquest espai destaca per la nidificació d'ardèids, anàtids i passeriformes de canyissar. Entre els ardèids s'hi poden trobar la pràctica totalitat de les espècies que crien al delta: agró roig (Ardea purpurea), martinet ros (Ardeola ralloides), martinet blanc (Egretta garzetta), martinet de nit (Nycticorax nycticorax), martinet menut (Ixobrychus minutus), esplugabous (Bubulcus ibis) i, esporàdicament, el bitó (Botaurus stellaris). També hi ha els següents passeriformes nidificants: balquer (Acrocephalus arundinaceus), boscarla de canyar (Acrocephalus scirpaceus), boscaler (Locustella luscinioides) i la subespècie de repicatalons (Emberiza schoeniclus whiterby), de distribució limitada al sud de França i est de la península Ibèrica. Altres ocells que nidifiquen a la zona són el cames-llargues (Himantopus himantopus) i el cabusset (Tachybaptus ruficollis). A l'hivern la Platjola esdevé un dormidor d'ardèids i d'arpelles (Circus aeruginosus).
Pel que fa als peixos, destaca l'existència d'una petita població de rabosa de riu (Blenius fluviatilis). Es tracta d'un espai força ben conservat, de propietat privada, difícil accés al públic i que no presenta equipaments gestionats des del Parc Natural.

## Protecció
La totalitat de l'espai forma part l'espai del PEIN "Delta de l'Ebre" i de la Xarxa Natura 2000 ES0000020 "Delta de l'Ebre". El Parc Natural del Delta de l'Ebre només la inclou parcialment, ja que no inclou diverses parcel·les al nord i oest.